# Joaquim Justino Carreira
Joaquim Justino Carreira (ur. 29 stycznia 1950 w Santa Catarina da Serra, zm. 1 września 2013 w São Paulo) – brazylijski duchowny katolicki, biskup Guarulhos w latach 2012-2013.

## Życiorys
Święcenia kapłańskie przyjął 19 marca 1977 i został inkardynowany do diecezji Jundiaí. Przez wiele lat pracował jako duszpasterz parafialny, był także m.in. rektorem seminarium, wikariuszem biskupim dla miasta Itu oraz wikariuszem generalnym diecezji.
24 marca 2005 papież Jan Paweł II mianował go biskupem pomocniczym archidiecezji São Paulo ze stolicą tytularną Cabarsussi. Sakry biskupiej udzielił mu 21 maja 2005 ówczesny ordynariusz tejże archidiecezji, kard. Cláudio Hummes. W archidiecezji pełnił funkcję wikariusza dla rejonu Santana.
23 listopada 2011 został mianowany biskupem Guarulhos, zaś 22 stycznia 2012 kanonicznie objął urząd.
Zmarł w szpitalu w São Paulo 1 września 2013.